# Europäisches Olympisches Winter-Jugendfestival 2021/Eiskunstlauf
Beim Europäischen Olympischen Winter-Jugendfestival 2021 wurden zwei Einzel-Wettbewerbe im Eiskunstlauf in der Vuokatti Arena in Vuokatti ausgetragen.

## Bilanz

### Medaillenspiegel
| Platz  | Land       | Gold | Silber | Bronze | Gesamt |
| ------ | ---------- | ---- | ------ | ------ | ------ |
| 1      | Estland    | 1    | –      | –      | 1      |
| 1      | Frankreich | 1    | –      | –      | 1      |
| 3      | Finnland   | –    | 1      | –      | 1      |
| 3      | Italien    | –    | 1      | –      | 1      |
| 5      | Schweden   | –    | –      | 1      | 1      |
| 5      | Schweiz    | –    | –      | 1      | 1      |
| Gesamt | Gesamt     | 2    | 2      | 2      | 6      |

### Medaillengewinner
| Disziplin      | Gold          | Silber                  | Bronze           |
| -------------- | ------------- | ----------------------- | ---------------- |
| Jungen Einzel  | Arlet Levandi | Raffaele Francesco Zich | Casper Johansson |
| Mädchen Einzel | Lorine Schild | Olivia Lisko            | Sarina Joos      |

## Jungen
| Platz | Land | Sportler                | KP    | Kür    | Gesamt |
| ----- | ---- | ----------------------- | ----- | ------ | ------ |
| 1     | EST  | Arlet Levandi           | 70,55 | 138,99 | 209,54 |
| 2     | ITA  | Raffaele Francesco Zich | 69,08 | 118,75 | 187,83 |
| 3     | SWE  | Casper Johansson        | 63,90 | 121,86 | 185,76 |
| 4     | GBR  | Edward Appleby          | 68,58 | 115,88 | 184,46 |
| 5     | ISR  | Lev Vinokur             | 61,49 | 115,91 | 177,40 |

## Mädchen
| Platz | Land | Sportler                 | KP    | Kür    | Gesamt |
| ----- | ---- | ------------------------ | ----- | ------ | ------ |
| 1     | FRA  | Lorine Schild            | 57,88 | 109,10 | 166,98 |
| 2     | FIN  | Olivia Lisko             | 57,94 | 97,09  | 155,03 |
| 3     | SUI  | Sarina Joos              | 50,25 | 103,18 | 153,43 |
| 4     | ITA  | Ginevra Lavinia Negrello | 50,38 | 100,54 | 150,92 |
| 5     | ISR  | Mariia Seniuk            | 52,53 | 88,31  | 140,84 |